# Den lille Havfrue
 "Den lille havfrue" omdirigeres hertil. For anden betydning, se Den lille havfrue (flertydig).
Den lille havfrue er en skulptur på Langelinie i København, der byder velkommen i Københavns Havn og er en af Danmarks største turistattraktioner. Den illustrerer H.C. Andersens eventyr Den lille Havfrue. Skulpturen er skænket af brygger Carl Jacobsen og udført af billedhuggeren Edvard Eriksen. Som model til skulpturen brugte Edvard Eriksen sin kone, Eline Eriksen. Statuen blev opstillet på Langelinie den 23. august 1913.

## Senere historie
I september 2006 blev skulpturgruppen Det genmodificerede Paradis af kunstneren Bjørn Nørgaard indviet ved Langelinie. Denne skulpturgruppe står få hundrede meter fra Den lille Havfrue, og en af skulpturerne i gruppen er også en havfrueskulptur: Den genmodificerede Havfrue.
I 2010 var originalstatuen flyttet til Shanghai i et halvt år i forbindelse med Expo 2010. I stedet var der på dens plads på Langelinie opstillet en skærm, der live viste statuen på pavillonen i Shanghai.
Den lille Havfrue kom tilbage på sin plads 20. november 2010 kl. 14.00.
Økonomi- og erhvervsminister Brian Mikkelsen, overborgmester Frank Jensen og Kinas ambassadør Xie Hangsheng tog imod statuen på Langelinie.

## Hærværk
Havfruen mistede første gang sit hoved i 1964. Det var savet af, og hverken hovedet eller den skyldige er fundet. Kunstneren Jørgen Nash påstod at kende forbryderen, men nægtede at afsløre identiteten. I 1997 beskrev han i sin erindringsbog En havfruemorder krydser sit spor, at han havde smidt det afskårne hoved i Utterslev Mose.
Den 22. juli 1984 gik det ud over venstre arm. Den blev savet af; men gerningsmændene meldte sig et par dage senere medbringende armen, der forholdsvis hurtigt kunne sættes på igen. Regningen til gerningsmændene var dog betydelig.
Anden gang havfruen mistede hovedet var i 1998. I løbet af natten havde ukendte gerningsmænd savet statuens hoved af med en nedstryger. De kontaktede pr. telefon freelancefotografen Michael Forsmark Poulsen tidligt på morgenen, og han informerede politiet efter at have taget billeder af statuen. De følgende dage gik historien verden rundt på alverdens tv-stationer og aviser. Tre dage senere blev statuens hoved fundet, da gerningsmændene igen kontaktede fotografen, som tjente omkring 100.000 kr. på sine billeder af Den lille Havfrue med det manglende hoved. Michael Forsmark Poulsen blev anholdt og sigtet for selv at have øvet hærværket, men blev to uger senere atter løsladt. I november 1998 blev sigtelserne mod ham og to andre opgivet.
Den 11. september 2003 af ukendte gerningsmænd væltet ned fra sin sten, muligvis ved hjælp af sprængstof. 
Den 30. maj 2017 blev havfruen malet rød. Hærværket var tilsyneladende politisk motiveret, for på jorden foran statuen var der med rød farve skrevet "Danmark defend the whales of the Faroe Islands" (Danmark, beskyt Færøernes hvaler).
Den 3. juli 2020 blev soklen påmalet teksten "RACIST FISH", mens der blev sat klistermærker over statuens bryster samt det ene knæ.
Natten til den 2. marts 2023 blev soklen malet i Ruslands flags farver.

## Kopier
Ved reetablering af statuen efter hærværk kan bronzestøberen støtte sig til, at der findes to gipskopier af den. Statuen ved Langelinie i København har altid været en kopi af den originale skulptur, som Edvard Eriksens arvinger er i besiddelse af. Familien sælger kopier af statuen.
Der står derfor kopier af statuen i Solvang i Californien; i Kimballton i Iowa; på Forest Lawn-kirkegården i Glendale i Californien, hvor Walt Disney ligger gravlagt..
I Vancouver i Canada står en figur, som ikke er en nøjagtig kopi, men nærmere en Parafrase, men også en bronzestøbning, kaldet girl in wet suit ("pige i våddragt").

## Ophavsret
Ophavsretten til billeder og andre gengivelser af statuen varetages af selskabet Edvard Eriksens Arvinger I/S. Selskabet har i flere tilfælde fremført krav i størrelsesordenen 10.000 kroner mod medier, der har anvendt billeder, hvor statuen er hovedmotivet. David Trads, der har været chefredaktør på et medie, der har modtaget et krav, har betegnet varetagelsen af ophavsretten som absurd: "Det er absurd, at nogle dovne arvinger skal score kassen på en lille statue, der sidder ude i havet".
I 2020 gav Københavns Byret arvingerne ret til et stort krav på 285.000 kroner mod Berlingske for at have benyttet en satiretegning lavet af Rasmus Meisler af Den Lille Havfrue.
Dommen blev i 2022 stadfæstet i landsretten. Berlingske har fået godkendt at få prøvet sagen ved Højesteret, hvor chefredaktøren for Berlingske blev frifundet, da retten lagde vægt på et parodiprincip i dansk ophavsret.
Den 1. januar 2030 ophører ophavsrettens beskyttelsestid til statuen, da Edvard Eriksen til den tid har været død i 70 hele år.